# الخطوط الجوية السعودية الرحلة 115
الخطوط الجوية العربية السعودية الرحلة 115 ،هي طائرة من طراز بوينغ 777 تابعة للخطوط الجوية العربية السعودية كانت تقوم برحلتها رقم 115، التي إنطلقت في الرابعة و النصف من عصر يوم السبت 15 رجب 1421هـ الموافق لـ14 اكتوبر من عام 2000 من مطار الملك عبد العزيز الدولي في جدة إلى مطار هيثرو في لندن قبل أن يتم اختطافها من قبل إثنين من الركاب أثناء الرحلة و إجبارها على تغيير وجهتها إلى مطار صدام الدولي في بغداد و كان على متن الطائرة 112 شخص منهم 95 راكبُا و 17 من أفراد طاقم الطائرة.

## خلفية
كانت العلاقات الدبلوماسية بين السعودية والعراق مقطوعة منذ الغزو العراقي للكويت و أحداث حرب الخليج الثانية ، بينما أعيد افتتاح مطار صدام الدولي في بغداد في اغسطس 2000 في محاولة لكسر العقوبات الدولية و الحصار الدولي و الحظر الجوي المفروض على العراق منذ 1991

## تفاصيل العملية
طلب أحد الخاطفين من المضيفة أن تدخله إلى المقصورة الرئيسية للطائرة و هددها بتفجير قنبلة يحملها معه و بعد وصوله إلى المقصورة طلب من الكابتن تغيير وجهته بإتجاه بغداد و عبرت الطائرة الأجواء الإقليمية السورية بإتجاه العراق و رفض الخاطفين أن تهبط الطائرة في مطار دمشق الدولي على الرغم من السماح لها بذالك و أصر الخاطفين للذهاب إلى العراق و هم ما تم بالفعل حيث هبطت الطائرة في مطار صدام الدولي

## الخاطفين
الخاطفين هم عسكريين سعوديين و هم : فيصل ناجي البلوي وعايش علي الفريدي  وقالا خلال مؤتمر صحفي أقيم بعد وصولهم لبغداد بأن الدافع الرئيسي لخطفهم للطائرة هو للفت أنظار العالم إلى حالة حقوق الإنسان في السعودية و معاناة الشعب السعودي، و طلبوا اللجوء السياسي في العراق و طالبت الحكومة السعودية السلطات العراقية بتسليم الخاطفين الا ان السلطات العراقية رفضت و إكتفت فقط بالسماح للطائرة و ركابها و طاقمها بالعودة إلى مطار الملك خالد الدولي في العاصمة السعودية الرياض .